# Kurdisk dans

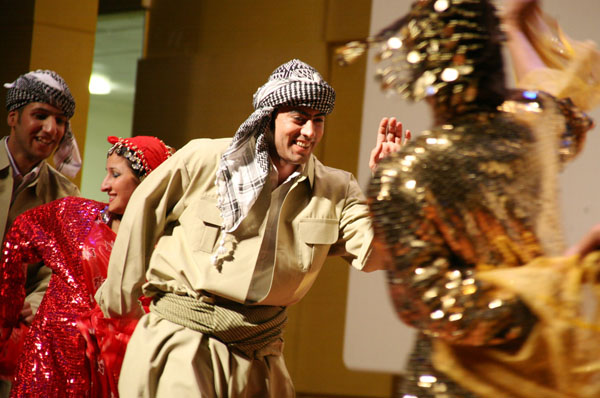
Framträdande av den irakisk-kurdiska folkdanstruppen Jwany To’o.

Kurdisk dans (kurdiska Govend) kallas också kurdisk raddans eller ringdans där man dansar hand i hand kollektivt i vissa steg. Dansaren som står först till höger koordinerar alla.
Inom den kurdiska kulturen är dansen förankrad med vardagen, vid alla högtider eller festivaler dansas denna raddans till folklorer, vilket är den avgörande skillnaden från andra kulturer i Mellanöstern. Den kurdiska dansen är väldigt viktig för det kurdiska folket.